# Thursania tigurialis
Thursania tigurialis là một loài bướm đêm trong họ Noctuidae.